# Challenge de France féminin 2005-2006
Navigation
Édition précédente Édition suivante
Le Challenge de France féminin 2005-2006 est la 5e édition du Challenge de France féminin.
Il s'agit d'une compétition à élimination directe ouverte à tous les clubs de football français ayant une équipe féminine, organisée par la Fédération française de football (FFF) et ses ligues régionales.
La finale a eu lieu le 18 juin 2006 au Stade Pierre Ducourtial à Aulnat, et a été remporté par le Montpellier HSC face à l'Olympique lyonnais lors de la séance de tirs au but (4-3).

## Déroulement de la compétition
| Nom                                                          | Dates retenues   | Équipes participantes | Équipes restantes |
| Phase régionale                                              | Phase régionale  | Phase régionale       | Phase régionale   |
| ------------------------------------------------------------ | ---------------- | --------------------- | ----------------- |
| Selon les ligues                                             | Selon les ligues | 371                   | 64                |
| Phase fédérale (entrée en lice des 20 équipes de Division 2) |                  |                       |                   |
| 1er tour fédéral                                             | 8 janvier 2006   | 84                    | 42                |
| 2e tour fédéral                                              | 5 février 2006   | 42                    | 21                |
| Phase finale (entrée en lice des 11 équipes de Division 1)   |                  |                       |                   |
| Seizièmes de finale                                          | 12 février 2006  | 32                    | 16                |
| Huitièmes de finale                                          | 2 avril 2006     | 16                    | 8                 |
| Quarts de finale                                             | 30 avril 2006    | 8                     | 4                 |
| Demi-finales                                                 | 28 mai 2006      | 4                     | 2                 |
| Finale                                                       | 18 juin 2006     | 2                     | 1                 |

## Premier tour fédéral
Le premier tour fédéral est marqué par l'entrée en lice des 20 clubs de 2e division.

## Seizièmes de finale
Les seizièmes de finale sont marqués par l'entrée en lice des 11 clubs de la première division qui rejoignent les 10 clubs de deuxième division, les 8 clubs de troisième division et les trois petits poucets issus de division d'honneur, que sont l'Espérance de Terves FF, le FF Issy et l'AS muretaine, déjà qualifiés pour ce tour de la compétition.
Les rencontres ont lieu le week-end du 12 février 2006 et voient la logique des tirages respectée avec la qualification des favoris de chaque rencontre.
| Date       | Club (division)                             | Score           | Club (division)                     |
| ---------- | ------------------------------------------- | --------------- | ----------------------------------- |
| 12/02/2006 | Stade briochin (Division 2)                 | 1-2             | ASJ Soyaux (Division 1)             |
| 12/02/2006 | RC Saint-Étienne (Division 2)               | 1-2             | Toulouse FC (Division 1)            |
| 12/02/2006 | Le Puy Foot (Division 2)                    | 0-7             | Montpellier HSC (Division 1)        |
| 12/02/2006 | Tours FC (Division 2)                       | 2-3             | Paris SG (Division 1)               |
| 12/02/2006 | CS Mars Bischheim (Division 2)              | 0-3             | FC Vendenheim (Division 1)          |
| 12/02/2006 | Besançon RC (Division 3)                    | 1-6             | Olympique lyonnais (Division 1)     |
| 12/02/2006 | CS Sedan Ardennes (Division 3)              | 0-7             | FCF Hénin-Beaumont (Division 1)     |
| 12/02/2006 | Blanc-Mesnil SF (Division 3)                | 0-4             | FCF Juvisy (Division 1)             |
| 12/02/2006 | US Gravelines (Division 3)                  | 1-1 (Tab : 3-4) | US Compiègne (Division 1)           |
| 12/02/2006 | Espérance de Terves FF (Division d'Honneur) | 0-5             | ESOFV La Roche-sur-Yon (Division 1) |
| 12/02/2006 | FF Issy (Division d'Honneur)                | 1-1 (Tab : 2-4) | Saint-Memmie Olympique (Division 1) |
| 12/02/2006 | FCF Condéen (Division 2)                    | 3-0             | Évreux ACF (Division 2)             |
| 12/02/2006 | Le Mans UC (Division 2)                     | 2-1             | ASF Les Verchers (Division 3)       |
| 12/02/2006 | VGA Saint-Maur (Division 2)                 | 3-3 (Tab : 4-2) | AS Châtenoy-le-Royal (Division 3)   |
| 12/02/2006 | AS muretaine (Division d'Honneur)           | 1-2             | Claix Football (Division 2)         |
| 12/02/2006 | ASPTT Albi (Division 3)                     | 3-0             | ES Blanquefortaise (Division 3)     |

## Huitièmes de finale
Lors des huitièmes de finale il ne reste plus que 10 clubs de première division accompagnés de 5 clubs de deuxième division et du petit poucet, l'ASPTT Albi dernier club de division 3.
Les rencontres ont lieu le week-end du 2 avril 2006 et sont marquées par les performances du Mans UC et du FCF Condéen, club de division 2 qui éliminent respectivement le Saint-Memmie Olympique et l'US Compiègne, pensionnaires de division 1.
| Date       | Club (division)                     | Score           | Club (division)                     |
| ---------- | ----------------------------------- | --------------- | ----------------------------------- |
| 02/04/2006 | Montpellier HSC (Division 1)        | 3-0             | ASJ Soyaux (Division 1)             |
| 02/04/2006 | Olympique lyonnais (Division 1)     | 2-0             | ESOFV La Roche-sur-Yon (Division 2) |
| 02/04/2006 | Paris SG (Division 1)               | 3-3 (Tab : 2-4) | Toulouse FC (Division 1)            |
| 02/04/2006 | FC Vendenheim (Division 1)          | 0-2             | FCF Juvisy (Division 1)             |
| 02/04/2006 | US Compiègne (Division 1)           | 1-2             | FCF Condéen (Division 2)            |
| 02/04/2006 | FCF Hénin-Beaumont (Division 1)     | 4-1             | VGA Saint-Maur (Division 2)         |
| 02/04/2006 | Saint-Memmie Olympique (Division 1) | 1-4             | Le Mans UC (Division 2)             |
| 02/04/2006 | Claix Football (Division 2)         | 1-0             | ASPTT Albi (Division 3)             |

## Quarts de finale
Lors des quarts de finale il ne reste plus que 5 clubs de première division accompagnés de 3 clubs de deuxième division.
À ce stade, les deux favoris pour la victoire finale sont le FCF Juvisy et le Montpellier HSC, qui occupent également les deux premières places de première division.
Les rencontres ont lieu le week-end du 30 avril 2006 et voient la logique des tirages respectée avec la qualification des favoris de chaque rencontre.
| Date       | Club (division)                 | Score | Club (division)                 |
| ---------- | ------------------------------- | ----- | ------------------------------- |
| 30/04/2006 | FCF Juvisy (Division 1)         | 4-0   | FCF Hénin-Beaumont (Division 1) |
| 30/04/2006 | Olympique lyonnais (Division 1) | 4-0   | Claix Football (Division 2)     |
| 30/04/2006 | FCF Condéen (Division 2)        | 0-8   | Montpellier HSC (Division 1)    |
| 30/04/2006 | Le Mans UC (Division 2)         | 1-3   | Toulouse FC (Division 1)        |

## Demi-finales
Lors des demi-finales il ne reste plus que quatre clubs de première division dans le dernier carrée.
Les rencontres ont lieu le 28 mai 2006 et sont marquées par la performance du Montpellier HSC qui sort le FCF Juvisy, leader du championnat et tenant du titre.
| Date       | Club (division)                 | Score           | Club (division)              |
| ---------- | ------------------------------- | --------------- | ---------------------------- |
| 28/05/2006 | FCF Juvisy (Division 1)         | 0-1             | Montpellier HSC (Division 1) |
| 28/05/2006 | Olympique lyonnais (Division 1) | 1-1 (Tab : 6-5) | Toulouse FC (Division 1)     |

## Finale
La finale oppose deux clubs de première division, l'Olympique lyonnais qui participe pour la cinquième fois consécutive à la finale de la compétition, et le Montpellier HSC qui participe à sa deuxième finale après celle perdue en 2003.
| 18 juin 2006                                                     | Montpellier HSC       | 1-1                                                                                              | Olympique lyonnais | Stade Pierre Ducourtial, Aulnat                    |                                                    |
|                                                                  | 90+4e · Élodie Thomis | (0-0)                                                                                            | 58e Delphine Blanc | Spectateurs : 1 000 Arbitrage : Florence Guillemin | Spectateurs : 1 000 Arbitrage : Florence Guillemin |
|                                                                  | Rapport               |                                                                                                  |                    | Spectateurs : 1 000 Arbitrage : Florence Guillemin | Spectateurs : 1 000 Arbitrage : Florence Guillemin |
| Laure Lepailleur · Julie Soyer · Camille Abily · Sonia Bompastor | Tirs au but 4-3       | Shirley Cruz Traña · Mélissa Amalfitano · Cécile Locatelli · Sandrine Dusang · Sandrine Brétigny |                    | Spectateurs : 1 000 Arbitrage : Florence Guillemin | Spectateurs : 1 000 Arbitrage : Florence Guillemin |

|                 |    |                     |  |     |
| G               | 1  | Céline Deville      |  | 38e |
| D               | 2  | Emmanuelle Podence  |  | 79e |
| D               | 3  | Laure Lepailleur    |  |     |
| D               | 4  | Céline Rigal        |  | 72e |
| D               | 5  | Camille Abily       |  | 69e |
| M               | 6  | Sonia Bompastor     |  | 29e |
| M               | 7  | Julie Soyer         |  |     |
| M               | 8  | Ludivine Diguelman  |  | 59e |
| M               | 10 | Élodie Ramos        |  | 75e |
| A               | 9  | Virginie Faisandier |  |     |
| A               | 11 | Hoda Lattaf         |  | 27e |
| Remplacements : |    |                     |  |     |
| M               | X  | Élodie Thomis       |  | 59e |
| D               | X  | Agathe Calvie       |  | 72e |
| M               | X  | Audrey Lacaze       |  | 75e |
| Entraîneur :    |    |                     |  |     |
| Patrice Lair    |    |                     |  |     |

| G               | 1  | Aurore Pegaz              |  |         |
| D               | 2  | Sandrine Dusang           |  |         |
| D               | 3  | Cécile Locatelli          |  |         |
| D               | 4  | Coralie Ducher            |  | 69e     |
| D               | 5  | Delphine Blanc            |  |         |
| M               | 6  | Simone Gomes Jatoba       |  | 50e 83e |
| M               | 7  | Alix Faye-Chellali        |  |         |
| M               | 8  | Émilie Gonssollin         |  |         |
| M               | 10 | Anne-Laure Perrot         |  | 74e     |
| A               | 9  | Dayane de Fatimá da Rocha |  | 85e     |
| A               | 11 | Shirley Cruz Traña        |  | 59e     |
| Remplacements : |    |                           |  |         |
| M               | X  | Sandrine Brétigny         |  | 74e     |
| M               | X  | Aurélie Naud              |  | 83e     |
| A               | X  | Mélissa Amalfitano        |  | 85e     |
| Entraîneur :    |    |                           |  |         |
| Farid Benstiti  |    |                           |  |         |